# Байрякинское сельское поселение
Байрякинское се́льское поселе́ние — муниципальное образование в Ютазинском районе Татарстана Российской Федерации.
Административный центр — село Байряка.

## История
Статус и границы сельского поселения установлены Законом Республики Татарстан от 31 января 2005 года № 46-ЗРТ «Об установлении границ территорий и статусе муниципального образования "Ютазинский муниципальный район" и муниципальных образований в его составе».

## Население
| 2010  | 2011  | 2012  | 2013  | 2014  | 2015  | 2016  |
| ----- | ----- | ----- | ----- | ----- | ----- | ----- |
| 1340  | ↘1337 | ↘1294 | ↘1291 | ↘1249 | ↘1234 | ↘1202 |
| 2017  | 2018  |       |       |       |       |       |
| ↘1178 | ↘1156 |       |       |       |       |       |

## Состав сельского поселения
| № | Населённый пункт | Тип населённого пункта       | Население |
| - | ---------------- | ---------------------------- | --------- |
| 1 | Байряка          | село, административный центр | ↘1178     |